# San Juan, Nam Leyte
San Juan (Cabali-an) là một đô thị hạng 5 ở tỉnh Nam Leyte, Philippines. Tên cũ là Cabali-an. Theo điều tra dân số năm 2000, đô thị này có dân số 13,510 người trong 2.789 hộ.